# أسامة مصفار
أسامة مصفار (28 مارس 1989 - ) هو لاعب كرة قدم جزائري في مركز الهجوم. شارك مع منتخب الجزائر تحت 23 سنة لكرة القدم. أما مع النوادي، فقد لعب مع أهلي برج بوعريريج وجمعية الخروب وشباب بلوزداد.

## وصلات خارجية
- أسامة مصفار على موقع قاعدة بيانات كرة القدم.إي يو (الإنجليزية)
- أسامة مصفار على موقع Soccerway.com (الإنجليزية)